# Релинда Маасейкская
Релинда — монахиня VIII века. Настоятельница и реформатор монастыря Эйкен в Брабанте, умерла около 750 года. Она считается святой как католической, так и православной церковью. День местночтимой святой отмечается 6 февраля и 12 октября.

## Биография
Релинда или Ренильда — дочь графа Аделарда и младшая сестра Херлинде. Обе сестры становятся монахинями и изучают ткацкое искусство, в котором достигают совершенства.
Их отец велел им построить женский монастырь в Маасейке на Маасе во франкоязычной Бельгии. Это аббатство Алденейк.
Херлинде была первой игуменьей. Имелась связь Релинды и Херлинде с епископами и будущими святыми Виллибрордом Утрехтским и Бонифацием Майнцским; они поддерживают важную переписку.
После смерти своей сестры Релинда становится настоятелем в свою очередь по просьбе архиепископа Майнцского Святого Бонифация.

## Наследие
Готовые ткацкие изделия Релинды и её сестры хранятся в Маасейке.
La Vita Harlindis et Relindis написана о жизни Релинды и её сестры Херлинде в IX веке, между 855 и 881 годами.
Релинда считается святой как католической, так и православной церковью..
День святой отмечается на местном уровне 6 февраля и 12 октября вместе с памятью её сестры Святой Херлинде.
Она и её сестра являются основателями нескольких церквей: церкви Saintes-Herlinde-et-Relinde в Элликоме, часовни Saintes-Herlinde-et-Relinde в аббатстве Алденейк.